# Jacqueline Ceja Romero
Jacqueline Ceja Romero (1972) es una botánica, curadora, y profesora mexicana, desarrollando actividades de investigación y académicas en el "Departamento de Biología", Universidad Autónoma Metropolitana, en Iztapalapa.
Se ha especializado en la taxonomía del género de Sisyrinchium en la familia Iridaceae, y en la anatomía foliar de las bromeliáceas.

## Algunas publicaciones
- adolfo espejo Serna, ana rosa lópez-Ferrari, jacqueline Ceja romero. 2012. Una nueva y notable especie de Dioscorea (Dioscoreaceae) de Michoacán, México. Bot. Sci. 90 (4 ): 381-384

- --------------------------------, -----------------------------------, -------------------------------------. 2012. Neotipificación de Hechtia lanata (Bromeliaceae; Hechtioideae), especie endémica de Oaxaca, México. Bot. Sci. 90 (4 ): 385-388 en línea (enlace roto disponible en Internet Archive; véase el historial, la primera versión y la última).

- --------------------------------, -----------------------------------, -------------------------------------. 2010. Familia Iridaceae. Parte 166 de Flora del Bajío y de regiones adyacentes. Editor Instituto de Ecología A.C. Centro Regional del Bajío, 81 pp.

- --------------------------------, -----------------------------------, -------------------------------------. 2009. Familia Commeliaceae. Parte 162 de Flora del Bajío y de regiones adyacentes. Editor Instituto de Ecología A.C. Centro Regional del Bajío, 122 pp. en línea

- ana r. lópez-Ferrari, adolfo espejo-Serna, jacqueline ceja-Romero, a. mendoza-Ruiz. 2008. Hechtia matudae, a spectacular, though neglected bromeliad from Mexico. J. of the Bromeliad Soc. 58: 56-60

- jacqueline Ceja, adolfo espejo Serna, javier garcía Cruz, ana rosa lópez Ferrari, aniceto mendoza Ruíz, blanca pérez García. 2007. Las plantas epífitas, su diversidad e importancia. Ciencias 91: 35-41 en línea ISSN 0187-6376

- jacqueline Ceja, a. Rojas. 2007. Leaf anatomy of the Mexican species of Greigia. J. of the Bromeliad Soc. 57(3): 97-144

- carmen de la paz Pérez, jacqueline Ceja. 2006. Atlas de Anatomía Vegetal. AGT Editor, S.A. México. 113 pp. ISBN 9684631316, ISBN 9789684631311

- jacqueline Ceja, carmen de la paz Pérez Olvera, j. rivera Tapia. 2005. Anatomía de la madera de las especies mexicanas de Salvia sección Erythrostachys Epl. (Lamiaceae). Bol. Soc. Bot. Mex. 76:53-59

- a. Espejo, a.r. lópez Ferrari, jacqueline Ceja. 2005. Calochortus mendozae (Calochortaceae), una nueva especie de San Luis Potosí, México. Novon 15:279-281

## Honores

### Membresías
- Sociedad Botánica de México[3]
- La abreviatura «Ceja» se emplea para indicar a Jacqueline Ceja Romero como autoridad en la descripción y clasificación científica de los vegetales.[4]